# Stephan Toscani
Stephan Toscani, né le 21 février 1967 à Sarrebruck, est un homme politique allemand, membre de l'Union chrétienne-démocrate d'Allemagne (CDU) et ministre des Finances et des Affaires européennes du Land de Sarre de 2012 à 2018, ainsi que ministre de la Justice de 2017 à 2018.

## Éléments personnels

### Vie professionnelle
Il passe avec succès son Abitur en 1986 à Blieskastel, puis accomplit pendant un an son service militaire. Il entame en 1987 des études supérieures de droit à l'université de la Sarre, qu'il achève cinq ans plus tard par l'obtention de son premier diplôme juridique d'État. Il reçoit le second en 1995 et devient alors fonctionnaire fédéral au ministère fédéral de l'Éducation et de la Recherche à Bonn, entre 1996 et 1999.

### Vie privée
Il est marié, père de deux enfants et de confession catholique.

## Vie politique

### Un cadre régional de la CDU
Membre de l'Union chrétienne-démocrate d'Allemagne (CDU) depuis 1983, il est élu président du mouvement de jeunesse Junge Union (JU) en Sarre dix ans plus tard. Il renonce à ce mandat en 1999, prenant deux ans plus tard la présidence de la fédération CDU de l'arrondissement de Sarre-Palatinat. En 2003, il est nommé secrétaire général de la fédération du parti en Sarre, et occupe ce poste jusqu'en novembre 2009.

### Député et ministre régional
Il est élu député au Landtag de Sarre en 1999 et devient un an plus tard coordinateur du groupe parlementaire chrétien-démocrate. Il est reconduit dans ces fonctions après les élections de 2004. Le 10 novembre 2009, Stephan Toscani est nommé ministre régional de l'Intérieur et des Affaires européennes et abandonne alors son poste parlementaire.
Le 6 mai 2012, il devient ministre des Finances et des Affaires européennes.

### Cabinets ministériel
- Cabinet Müller III - Cabinet Kramp-Karrenbauer I et II